# Шнепс-Шнеппе, Манфред Александрович
Манфред Александрович Шнепс-Шнеппе (род. 24 мая 1935, Резекне, Латвия) — доктор технических наук, профессор, автор работ по телекоммуникациям, медицинской технике, истории.

## Биография
Окончил Латвийский университет по специальности математика в 1959 году, защитил дипломную работу по искусственному интеллекту под научным руководством Э. И. Ариня (первая научная работа выполнена по программированию в 1958). Аспирантура Московского государственного университета (кафедра теории вероятностей и математической статистики) под научным руководством Бориса Владимировича Гнеденко (1962—1965). В 1965 году защитил кандидатскую диссертацию по математическим методам в медицине, в 1969 году докторскую диссертацию по расчетам пропускной способности АТС, разработанную в Институте проблем передачи информации АН СССР, в 1982 году присвоено звание профессора (ВАК СССР).
Работал в ВНИИ медицинского приборостроения (1965—1978), ЦНИИ связи (1978—1984), в НИИ ВЭФ (1984—1989), профессором в Латвийском университете (1989—1992), заведующим кафедрой электросвязи Рижского технического университета (1992—1995). В 1990 заложил основы Резекненской высшей школы. В 1995 году вернулся в Москву — в НТЦ Комсет (до 1999 года), руководитель отдела системных исследований фирмы «Светец» (1999—2003). Профессор МГУ на факультете ВМК (1998—2003): программа магистров «Телекоммуникации и менеджмент». Сейчас[когда?] генеральный директор «ЦКБ Абаванет», ведущий ученый Международного радиоастрономического центра Вентспилсcкой высшей школы (с 2005).
Женат, дочь и два сына, шесть внуков, один правнук.

## Научная деятельность

### Телекоммуникации
Научная деятельность более 50 лет связана с телекоммуникациями. Полученные результаты исследований по расчету пропускной способности декадно-шаговых АТС, производимых на заводе ВЭФ, обеспечили поддержку академика А. Н. Колмогорова и обучение в аспирантуре МГУ. Сотрудничество с конструкторами АТС на заводе ВЭФ оказалось столь плодотворным, что в возрасте 34 лет защитил докторскую диссертацию, а его ученики защитили 12 диссертаций в области сетей связи. В последние годы, кроме прочего, занимается стратегией телекоммуникаций, анализом противоборства «старой» техники коммутации каналов и новейших Интернет-технологий, в частности, на примере сетей связи Пентагона. В частности, были изучены основные этапы развития телекоммуникаций Пентагона: три поколения трансформации — от сигнализации SS7 и интеллектуальных сетей к IP-протоколу и планам киберзащиты. В 2017 году исследованы области двойного применения сетей связи: экстренная служба и цифровая железная дорога.

### Медицинская техника
Более 13 лет проработал в ВНИИ медицинского приборостроения (1965—1978), где под руководством И. П. Смирнова разработал новую научную дисциплину «Медицинская системотехника», что породило множество противоположных мнений в прессе и среди ученых АН СССР и АМН СССР. Начала этой науки восходят к работам знаменитого хирурга Н. И. Пирогова, к военной медицине, но тогда широкого внедрения в практику гражданской медицины не получила, за исключением глазной хирургии в клинике Святослава Федорова. Ученики М. А. Шнепс-Шнеппе защитили 9 диссертаций в области медицинской техники и здравоохранения. М. А. Шнепс-Шнеппе является одним из разработчиков искусственного сердечного клапана.

### История и публицистика
Помимо научных, не предназначенных для широкого круга читателей, М. А. Шнепс-Шнеппе написал несколько исторических книг, проявляет интерес к публицистике и исследованиям в области геополитики.
«Немцы в России» — о немцах Прибалтики, в частности Курляндии, и о их роли в становлении Российской империи. Книга начинается словами Х. М. Валдемара:
«Кто правит Россией: сами русские или немцы? Среди министров 15 % немцев, среди членов Государственного совета 25 %, среди сенаторов 40 %, генералов 50 %, губернаторов 60 %. А поскольку губернаторы управляют Россией, то это и будет ответом на поставленный вопрос».
«Мировые „шахматы“ и Вольдемар Озолс — офицер шести армий» — книга о латвийском общественном и военном деятеле Вольдемаре Озолсе, охватывает период от Кавказской войны (1914—1915) до советской разведки в Париже (1941—1945).